# Будиловський Михайло Пейсахович
Будило́вський Миха́йло Пейса́хович (Петро́вич) (нар. 12 лютого 1928, Радомишль) — український радянський і американський архітектор. Автор проєктів будівель у Києві, витриманих у формах неомодерної архітектури.

## Життєпис
Народився в єврейській родині в Радомишлі Житомирської області.
Упродовж 1944—1947 навчався в Київському училищі прикладних мистецтв.
У 1953 закінчив Київський інженерно-будівельний інститут. Навчався у Йосипа Каракіса. Був ініціатором «листа тринадцяти» на захист свого вчителя.
Упродовж 1953—1978 працював у Києві у державній проєктній організації «Київпроєкт».
У 1957 прийняли до Спілки архітекторів УРСР.
У 1978 після трагічної загибелі єдиного сина Будиловський із дружиною емігрував до Чикаго. За поширеною радянською практикою його ім'я, як й імена інших втікачів із СРСР, викреслили з книжок, довідників і списків авторів архітектурних об'єктів.
У США він отримав посаду архітектора у фірмі «Murphy/Jahn architects» архітектора-зірки постмодернізму Гельмута Яна. З 1999 року вийшов на пенсію. Його американські роботи представлені в експозиції Чиказького інституту мистецтв.

## Архітектурні проєкти

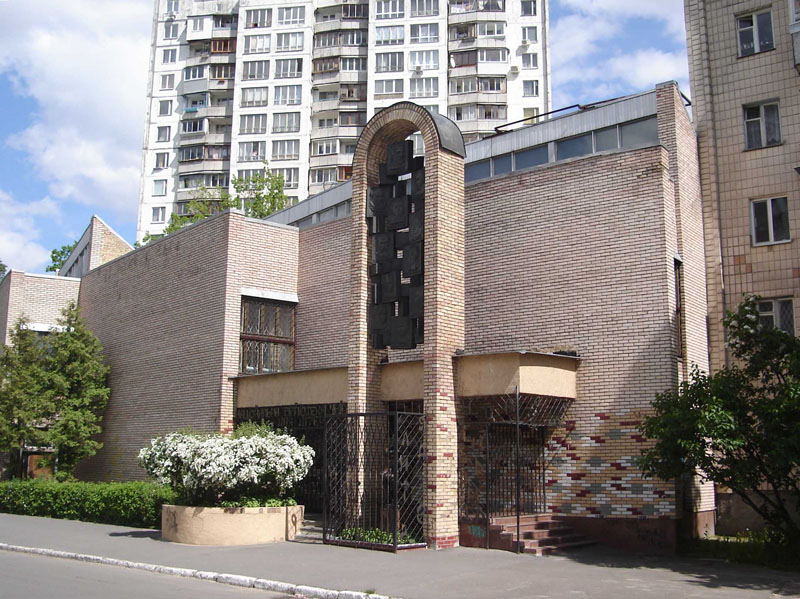
Національна бібліотека для дітей

- Будівля музично-хореографічного училища в Києві на Парково-Сирецькій вулиці, 4 (спільно з архітектором З. Хлєбніковою), 1966.
- Брест-Литовський торговий центр на проспекті Берестейському (спільно з архітекторами Вадимом Ладним, З. Хлєбніковою), 1966—1968 роки.
- Конкурсний проєкт монумента пам'яті жертвам нацизму в Бабиному Яру (не реалізовано; спільно з архітектором Авраамом Мілецьким і скульпторами Володимиром Мельниченком, Адою Рибачук), 1968.
- Перший в Києві універсам на житловому масиві Микільська Борщагівка (спільно з архітектором І. Веримовською), 1973.
- Будівля фізичного факультету та комплекс університетського містечка Державного університету імені Тараса Шевченка на Васильківській вулиці, 100 (у співавторстві з Вадимом Ладним, Л. Коломійцем, Ю. Москальцем), 1970-і роки
- Житловий будинок із торговими приміщеннями на Галицької площі, на початку Дмитрівської вулиці (спільно з архітекторами Вадимом Ладним, І. Веримовською), 1973—1977 роки.
- Будівля Національної бібліотеки для дітей (спільно з художницею Ольгою Рапай та ін .) на вулиці Януша Корчака, 62 (1975—1978)[1][3].
- Експериментальний 16-поверховий житловий будинок на Оболонському проспекті, 2 та універсам № 3 (в співавторстві з Володимиром Дрізом), 1981.
- Архітектурні проєкти в Чикаго, США, 1982[5].